# K-motor
K-motor: In Duitsland vroeger veel toegepaste inbouwmotor van de gebroeders Richard en Xavier Küchen.
Er werden zo veel inbouwmotoren van Küchen gebruikt (in minstens 36 motorfietsmerken), dat men tot deze afkorting kwam.
Volgens andere bronnen zou de K-motor in 1925 door Schiele & Brucksaler in Baden-Baden gemaakt zijn. Dit waren 350- en 500 cc blokken met bovenliggende nokkenassen. Mogelijk bestonden er twee motoren die allebei K-motor genoemd werden.